# Rasa de Costafreda
La Rasa de Costafreda és un torrent afluent per l'esquerra de la Rasa de Vilanova que fa tot el seu curs pel terme municipal de Lladurs.

## Xarxa hidrogràfica
La xarxa hidrogràfica de la Rasa de Costafreda està integrada per 4 cursos fluvials que transcorren íntegrament pel terme municipal de Lladurs i sumen una longitud total de 3.453 m.